# 아이작 하자르
아이작 알렉산드르 하자르(프랑스어: Isack Alexandre Hadjar, 아랍어: إسحاق حجار, 발음 [i.zak a.d͡ʒaʁ], 2004년 9월 28일 ~ )는 프랑스와 알제리의 자동차 경주 선수이다. 2025년 포뮬러 원 시즌에 레이싱 불스 소속으로 계약하였다.
2004년 알제리인 가정에서 태어나 파리에서 성장했다. 2012년부터 카트 레이스을 시작하여 2019년 프랑스 F4 챔피언십에 출전하여 싱글 시터에 데뷔했다. 2020년 프랑스 F4 챔피언십을 3위로 마쳤으며 2021년 포뮬러 지역 유러피언 챔피언십에 데뷔해 5위로 마쳤다.
2023년 하이테크 그랑프리 소속으로 FIA 포뮬러 2 챔피언십에 출전하였으며, 2024년 캄포스 레이싱 소속으로 가브리에우 보르툴레투에 이어 2위로 시즌을 마쳤다. 2022년부터 레드불 주니어 팀 소속이었으며 2023년 멕시코시티 그랑프리에서 포뮬러 원 연습주행에 참여했다. 2025년부터 리암 로슨을 대신해 츠노다 유키의 팀메이트로 포뮬러 원에 출전할 예정이다.

## 초기 및 개인 생활
이삭 알렉상드르 하드자르는 2004년 9월 28일 프랑스 파리에서 의사와 의사로 구성된 알제리 가정에서 태어났다. 그의 아버지 야신 하드자르도 카트 정비사였다. 그는 프랑스와 알제리 이중 국적을 가지고 있다.
하자르는 처음에 픽사 애니메이션 영화 Cars를 본 후 모터스포츠를 좋아하게 되었다. 그가 포뮬러 원을 보기 시작한 지 1년 후인 7살 때 부모님이 그에게 고카트를 사주셨다.

## 주니어 레이싱 경력

### 카트 레이싱
하자르는 2012년에 카트 레이싱 대회를 시작했다. 처음에는 전국 선수권 대회에 출전한 후, 2017년에 국제 무대에 진출했다.

### 초급 포뮬러
2019년 하자르는 프랑스 F4 챔피언십에서 싱글 시터 데뷔를 했다. 시즌 초반 낮은 키 때문에 자동차 페달을 완전히 밟는 데 어려움을 겪었지만, 스파에서 한 번의 경주 우승을 차지하며 순위 7위를 차지했고, 주니어 클래스에서는 빅터 베르니에에게 2위를 차지했다. 하자르는 2020년 겨울 F4 UAE 챔피언십에서 3Y 테크놀로지와 함께 두 주말 동안 56점을 기록하며 챔피언십에서 11위로 올라섰다. 하자르는 다시 한 번 프랑스 F4 시리즈에 출전했다. 그는 전년도보다 훨씬 더 좋은 성적을 거두며 세 번의 경주에서 우승했다. 8번의 포디움과 2번의 폴 포지션을 추가한 후 하자르는 드라이버 순위에서 3위를 차지했다.

### 포뮬러 리저널

#### 2021

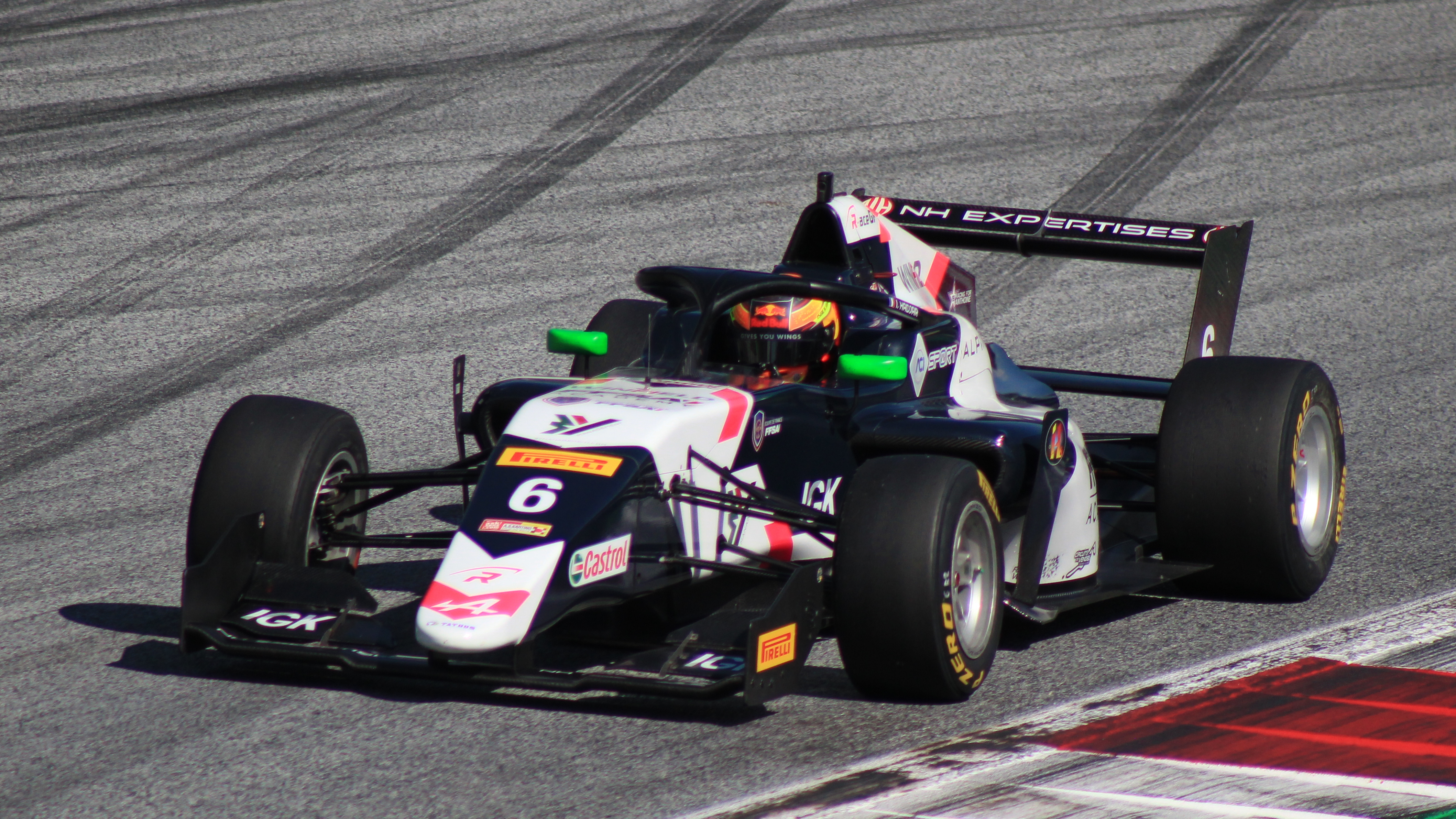
2021 포뮬러 리저널 유럽 챔피언십 하자르 레이싱

하자르는 2021년 포뮬러 리저널 레벨에서 데뷔하여 에반스 GP와 함께 F3 아시아 선수권 대회의 첫 세 라운드에 출전했다. 그는 시작부터 깊은 인상을 남겼으며, 야스 마리나에서 열린 2라운드에서 세 개의 포디움을 포함해 수많은 포디움 피니시를 기록했다. 캠페인 후반 라운드에는 참가하지 않았음에도 불구하고 하자르는 전체 파트타임 참가자 중 가장 높은 순위인 순위에서 6위를 차지했다.
하자르의 주요 캠페인은 포뮬러 리저널 유럽 챔피언십에 있을 것이다. 그곳에서 그는 R-ace GP에서 제인 말로니, 레나 뷸러, 그리고 동료 국가대표 하드라이언 데이비드와 파트너가 되었다. 하자르는 이몰라에서 열린 1라운드에서 첫 번째 루키 승리와 함께 첫 번째 포인트를 기록했다. 그는 바르셀로나에서 열린 다음 대회에서 첫 포디움을 차지했고, 모나코 거리에서 열린 첫 번째 레이스에서 포뮬러 리저널의 첫 번째 승리를 거두었다. 같은 주말, 하자르는 팀 동료 말로니에 이어 2위를 차지했으며, 그레고아르 소시가 보유한 챔피언십 선두 자리를 지켰다. 그러나 하자르는 시즌 마지막 라운드까지 포디움을 차지하지 못했다. 무겔로에서 실망스러운 라운드를 치렀지만 점수를 얻지 못한 후, 몬자에서 열린 마지막 라운드에서 하자르는 더블 포디움으로 반등하여 선두 두 사람이 충돌한 후 두 번째 레이스에서 승리를 거두었다. 하자르는 팀 동료 말로니에 불과 4점 뒤진 5위로 시즌 최고의 루키에게 영예를 안겼다.

#### 2022
2022년 초, 하자르는 하이테크 그랑프리와 함께 포뮬러 리저널 아시아 챔피언십에 출전했다. 그는 2승을 거두며 순위 3위를 차지했다.

### FIA 포뮬러 3 챔피언십

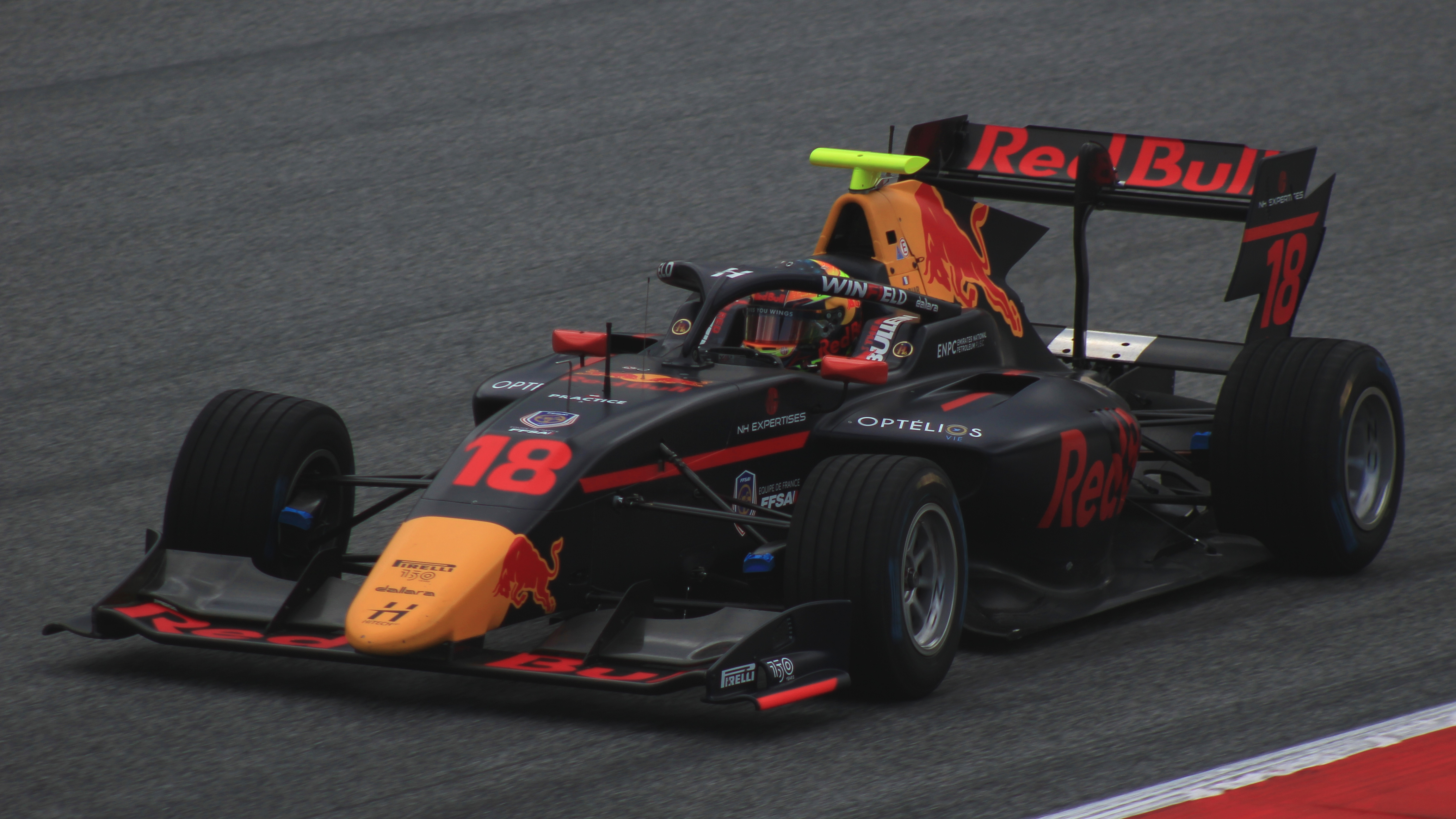
2022 스필버그 포뮬러 3 라운드에서 달라라 F3 2019를 운전하는 하자르

2021년 11월, 하자르는 FIA 포뮬러 3 포스트시즌 테스트에서 하이테크 그랑프리를 위해 운전했다. 그는 결국 2022년 1월에 팀을 위해 운전할 것이라고 발표되었다. 그는 시즌을 최선의 방법으로 시작했으며, 원래 우승자였던 올리버 베어먼이 트랙 제한 위반으로 5초의 페널티를 받은 후 사히르 스프린트 레이스에서 승리를 이어받았다. 하자르는 알렉스 스몰랴르와의 접촉으로 인한 펑크로 25위를 차지했기 때문에 이번 피처 레이스는 성공적이지 못했다. 하자르는 이몰라 피처 레이스에서 베어먼과 소시의 늦은 충돌로 인해 포디움에 올라 3위를 차지했다. 바르셀로나에서 또 다른 3위를 차지한 하자르는 피처 레이스 시작과 함께 스몰랴르를 추월했다. 그는 영국에서 열린 스프린트 레이스에서 빅터 마틴스를 제치고 마지막 랩에서 승리하며 컨디션을 이어갔고, 동료 레드불 주니어 잭 크로포드와의 치열한 싸움 끝에 일요일에 5위를 차지했다.
하자르는 스필버그에서 폴을 차지하며 챔피언십 경쟁에 뛰어들었고, 이는 비 오는 날씨 속에서 라이트 투 플래그 피처 레이스 우승으로 전환되었다. 헝가리 스프린트 레이스에서 4위를 차지했지만, 하드자르는 일요일에 도전적인 레이스를 펼쳐 18위에 그쳤다. 스파에서 열린 혼합 날씨 예선 세션에서 하자르는 스프린트 레이스에서 2점을 획득할 만큼 충분히 발전했지만 23위를 차지했다. 하자르는 잔드부르트에서 열린 마지막 라운드에서 6위와 5위를 기록했음에도 불구하고 챔피언십 선두 자리를 잃었다. 7명의 드라이버가 맞붙는 접전에서 하자르는 16일부터 출발할 예정이었기 때문에 예선 마지막 코너에서 충돌하며 타이틀 포부에 흠집을 냈다. 스프린트 레이스 중 쿠시 마이니와의 접촉으로 인해 프런트 윙 교체가 필요했고, 일요일에 9위를 차지했음에도 불구하고 하자르는 순위에서 4위에 올랐다.

### FIA 포뮬러 2 챔피언십

#### 2023

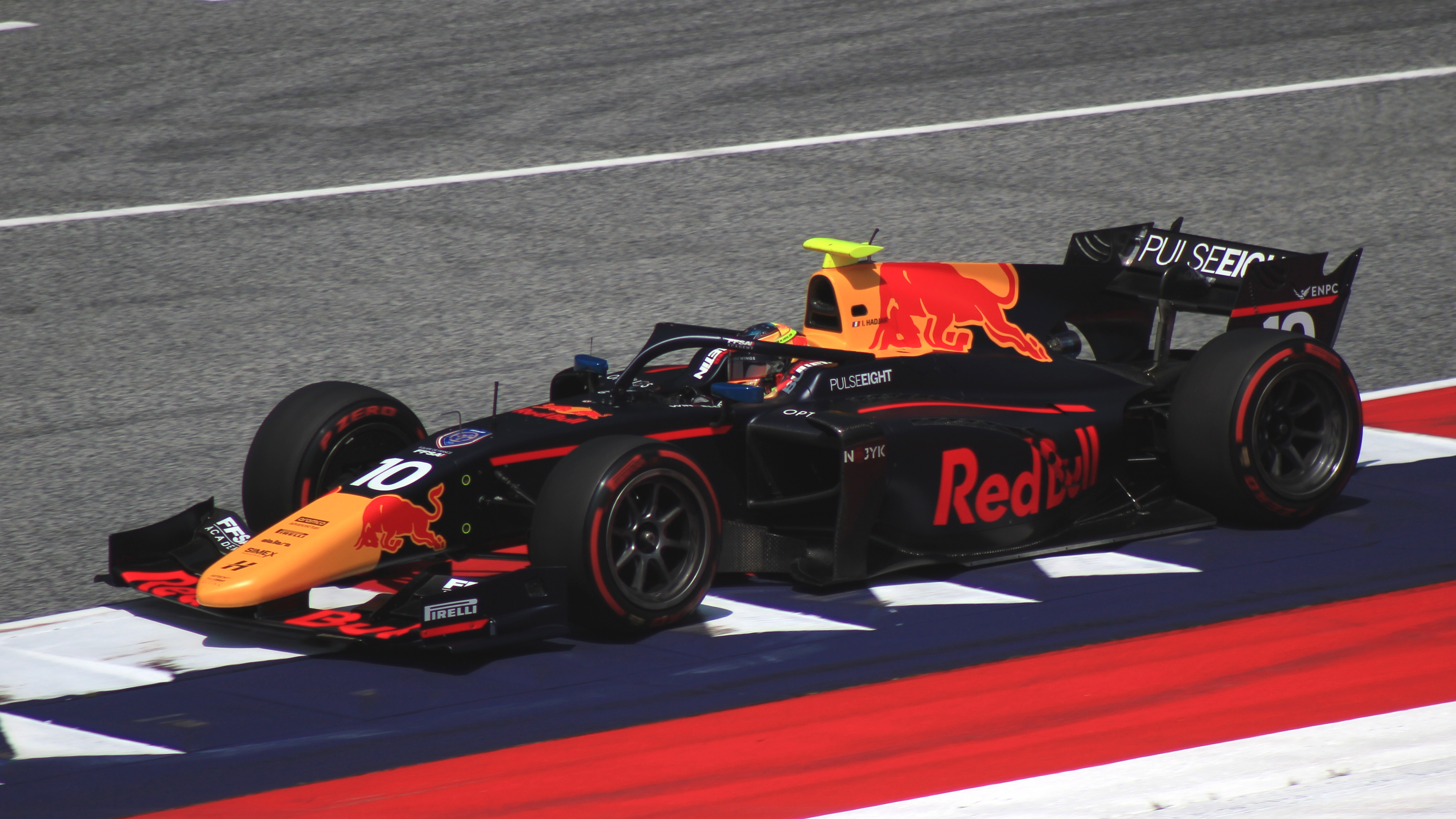
2023 스필버그 포뮬러 2 라운드에서 달라라 F2 2018을 운전하는 하자르

야스 마리나에서 열린 2022 F2 포스트시즌 테스트에서 하이테크 테스트를 마친 하자르는 2023 포뮬러 2 시즌에 잭 크로포드와 함께 팀에 합류했다. 바레인에서 데뷔한 하자르는 타이어 문제로 어려움을 겪으며 14위에 올랐고, 사투데이에서 20위를 차지했지만 피처 레이스에서는 7위에 머물렀다. 드는 제다에서 더 많은 득점을 올리며 19위에 오른 후 일요일에 9위를 차지했다. 그는 앨버트 파크에서 4위를 차지했고 토요일에는 6위를 차지했지만 피트 스톱 중 올리버 베어먼과의 접촉으로 인해 앞날개 손상과 이후 페널티킥을 얻어 일요일에 포인트 외로 경기를 마쳤다. 이에 이어 바쿠 스프린트 레이스에서는 18위에서 8위로 밀려났지만, 세이프티 카 재시작 중 잭 두한을 불법으로 추월해 11위로 강등되었다. 그는 대체 전략을 시도한 후 피처 레이스에서 7위를 차지하며 반등했다.
하자르는 모나코에서 10위로 예선을 통과하여 폴 포지션에서 스프린트를 시작했다. 그는 6랩까지 선두를 달리다가 기계 고장으로 인해 레이스에서 탈락했다. 그 후 그는 피처 레이스에서 12위를 차지했고, 이후 바르셀로나에서 또 한 번의 무득점 주말을 보냈다. 하자르는 오스트리아에서 21위를 차지하며 스프린트 레이스에서 드라이 트랙에서 매끄러운 타이어를 사용하며 도박을 했다. 이는 그가 체크무늬 깃발로 4위로 올라섰을 때 결실을 맺었고, 클레멘트 노발락의 실격으로 3위로 승격되었다. 피처 레이스에서 하자르는 12위를 차지했다. 그 후 실버스톤 스프린트 레이스에서 포디움 자리를 놓고 싸웠지만 결국 5위를 차지했다. 피처 레이스에서의 전략적 선택 부족으로 포인트 밖에서 결승선을 통과했다. 하자르는 헝가리에서 5위를 차지하며 챔피언십 리더 프레데릭 베스티를 제치고 토요일에 8위를 차지했고, 일요일에 5위를 차지했다.
일주일 후, 하자르는 피처 레이스 도중 피트 출구 벽에 충돌하여 포인트 획득 기회를 잃었다. 그는 전방에서 잔드보르트 스프린트 레이스를 시작했고, 여러 대의 교통사고로 인해 레이스가 중단되면서 선두를 지켰다. 이후 소나기가 내리면서 하자르는 우승을 차지했지만 두 바퀴가 채 끝나지 않아 포인트를 획득하지 못하면서 대회는 리타이어 되었다. 그는 피처 레이스를 6위로 마쳤다. 이어서 몬자에서 실망스러운 주말을 보냈다. 하자르는 4위에 올랐지만 레이스 도중 포인트를 획득하지 못했다. 야스 마리나에서 열린 시즌 피날레에서 하자르는 스프린트 레이스의 첫 바퀴에서 2위를 차지했지만, 결국 시즌이 끝날 무렵에는 5위로 떨어졌다. 하자르는 피처 레이스에서 8위로 시즌을 마감했으며, 이는 2023 시즌 두 번째 더블 포인트 결과이다. 그는 드라이버 순위에서 하이테크 팀 동료 크로포드에 2점 뒤진 14위로 시즌을 마무리했다.

#### 2024

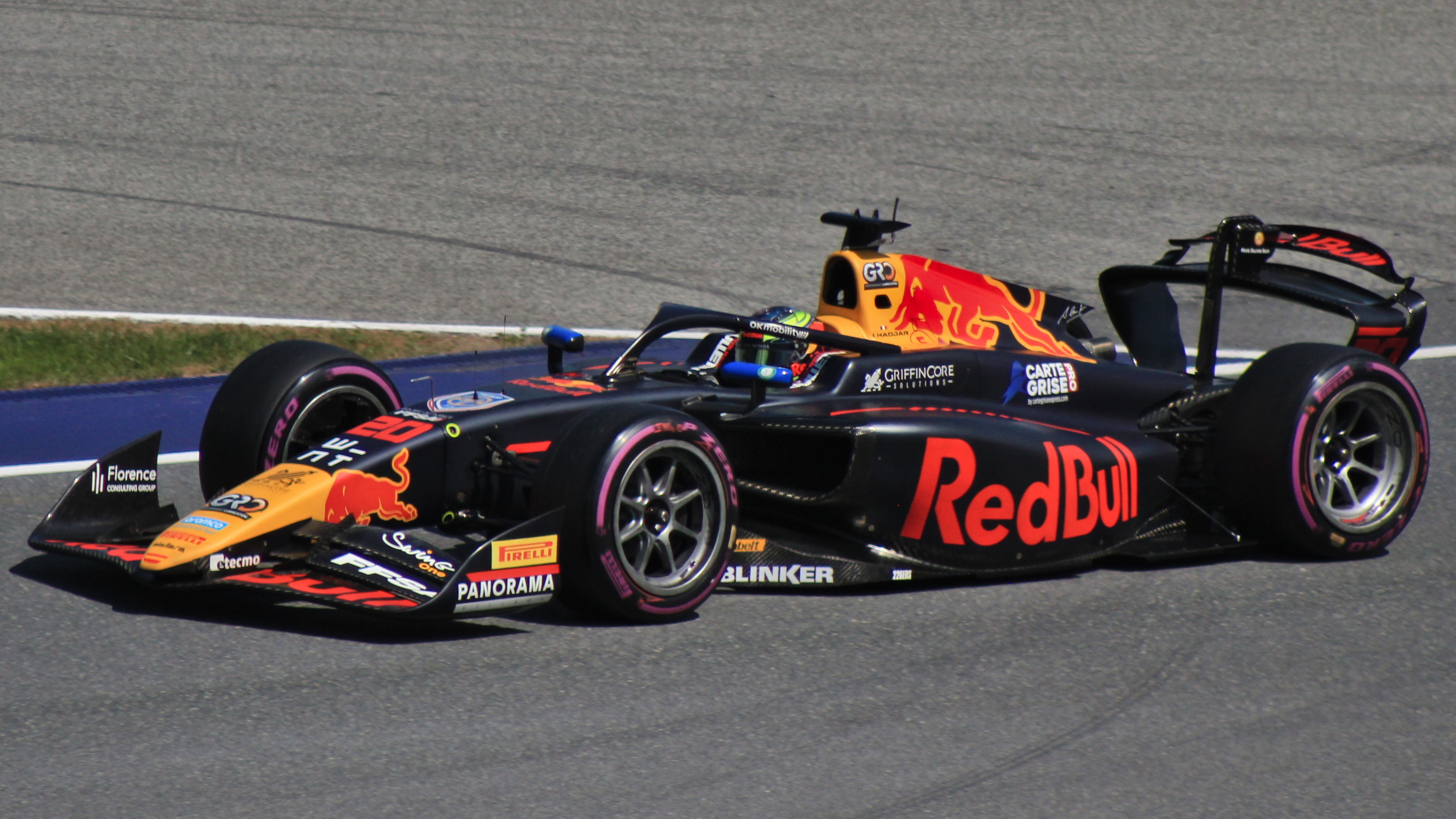
2024 스필버그 포뮬러 2 라운드에서 캄포스 레이싱을 위해 운전하는 하자르

하자르는 2024년 포뮬러 2 시즌을 위해 캄포스 레이싱으로 전향하여 동료 레드불 주니어 페페 마르티와 팀을 이루었다. 사키르에서 2위를 차지하고 스프린트 레이스를 4위로 마친 후, 하자르는 가브리에우 보르툴레투의 스핀을 받아 피처 레이스의 첫 번째 코너에서 엔조 피티팔디의 도움을 받아 대회를 마무리했다. 제다에서 하자르는 엔진 문제로 인해 마지막 랩에서 9위를 달리던 중 스프린트에서 리타이어 해야 했고, 일요일에 또 다른 문제로 리타이어 했다.
멜버른에서 스프린트 레이스가 시작될 때, 하자르는 팀 동료 마르티와 쐐기를 박고 보르툴레투에 합류했고, 경주에 참가한 두 사람은 리타이어할 수밖에 없었다. 하자르는 F2에서 첫 번째 경주에서 승리하기 위해 스프린트를 지배했지만, 이 사건으로 인해 10초의 페널티를 받아 6위로 강등되었다. 피처 레이스에서 하자르는 안전 차량 충돌로 여러 대의 차량을 추월한 후 폴 아론을 물리치고 포뮬러 2에서 첫 승리를 거두었다. 승리 후, 르 파리지앵은 하자르를 "쁘띠 프로스트"라고 묘사했다. 이몰라 스프린트 레이스 중 여러 대의 차량 충돌 사고에 연루된 하자르는 보르툴레투를 방어한 후 두 번째 연속 피처 이벤트에서 승리하며 반등했다. 일요일에 또 한 번의 승리가 모나코에서 이루어졌는데, 후자의 마지막 가상 안전 차량이 자크 오설리반에게 그의 필수 피트 스톱을 허용하며 하자르를 제치고 2위를 차지했다.
하자르는 바르셀로나에서 11위로 예선을 통과하면서 좋은 컨디션을 유지했지만, 레이스에서 6위와 5위를 차지했다. 이후 캄포스 드라이버는 세션 도중 엔진 고장을 겪은 후 오스트리아에서 7위로 예선을 통과했고, 이후 새로운 엔진에 문제가 생겨 팀은 제한된 전력으로 경기를 진행해야 했다. 이 문제는 일요일 레이스 전에 해결되었으며, 하자르는 팀 동료 마르티와의 전투 끝에 3위를 차지했다. 일주일 후, 하자르는 실버스톤에서 열린 라운드에서 첫 번째 F2 폴 포지션을 차지했다. 그는 콥스 코너에서 스핀 아웃된 후 스프린트에서 리타이어 했지만, 다시 돌아와 우승을 차지했다. 이로 인해 하자르는 챔피언십 선두로 올라섰다. 헝가리 스프린트 레이스에서 원래 우승자 베르슈쿠르의 실격으로 3위를 차지한 하자르는 일요일 피트 레인에서 출발해야 했고, 결국 18위로 시즌을 마감했다. 하자르는 벨기에에서 3위를 차지하며 단축된 스프린트를 9위로 마쳤다. 피처 레이스에서 하자르는 8랩에서 선두를 달리며 타이틀 라이벌 보르툴레투를 제치고 시즌 4승째를 거두며 여름 휴식기에 접어들었다.
그러나 몬자에서 열린 다음 라운드에서는 하자르에게 점수를 주지 못했고,  보르톨레토는 적절한 타이밍의 안전 차량을 이용해 피처 레이스에서 승리했다. 그는 예선 도중 1턴에서 과열 브레이크로 인해 벽에 부딪힌 후 두 바쿠 레이스에서 모두 20위로 출발했다. 하자르는 다시 점수를 얻지 못해  보르툴레투가 순위에서 그를 추월했다. 두 달간의 휴식 후, 하자르는 카타르에서 열린 라운드에 9위로 출전 자격을 얻었으며, 이는 토요일에 2위로 출발했음을 의미한다. 그는 스프린트 2랩에서 올리버 베어먼을 추월하고 3초 차이로 앞서다가 타이어가 다 떨어져 21랩에서 베어먼에게 추월당했다. 하자르는 그 후 회전하여 깃발에 의해 4위로 떨어졌다. 피처 레이스에서 하자르는 안전 차량 덕분에 타이틀 경쟁자인  보르툴레투와 폴 아론에 이어 3위로 뛰어오를 수 있었다. 보르툴레투는 피트 진입선을 통과한 것에 대해 페널티를 받았고, 하자르는 결승전에서 2위로 올라오며 시즌 피날레로 가는  보르툴레투의 리드를 0.5점으로 줄일 수 있었다.
하자르는 쿠시 마이니와의 접촉 후 첫 랩에서 전방 날개 손상을 입어 아부다비에서 4위를 차지했고 토요일에 5위를 차지했다. 하자르는 아론이 피트 레인에서 출발해야 하는 상황에서 피처 레이스 그리드에서 3위로 올라서게 되었지만, 피처 레이스가 시작될 때 하자르가 주춤했기 때문에 아무 소용이 없었다.  보르툴레투가 2위를 차지한 가운데 브라질 선수가 타이틀을 차지하며 하자르를 전체 2위로 이끈 것을 비난했다. 하자르는 타이틀 패배에 대해 "이 일이 일어나기 위해 그렇게 많은 노력을 기울였다니 믿을 수 없다. 지금이 제 인생 최악의 순간이다."라고 말했다. 하자르는 드라이버 챔피언십에서 4승 8패, 포디움 8패, 폴 포지션 1패, 가장 빠른 랩 1패, 팀 동료 마르티의 62점에 비해 192점을 기록하며 준우승을 차지하며 마지막 F2 시즌을 마감했다.

### 마카오 그랑프리

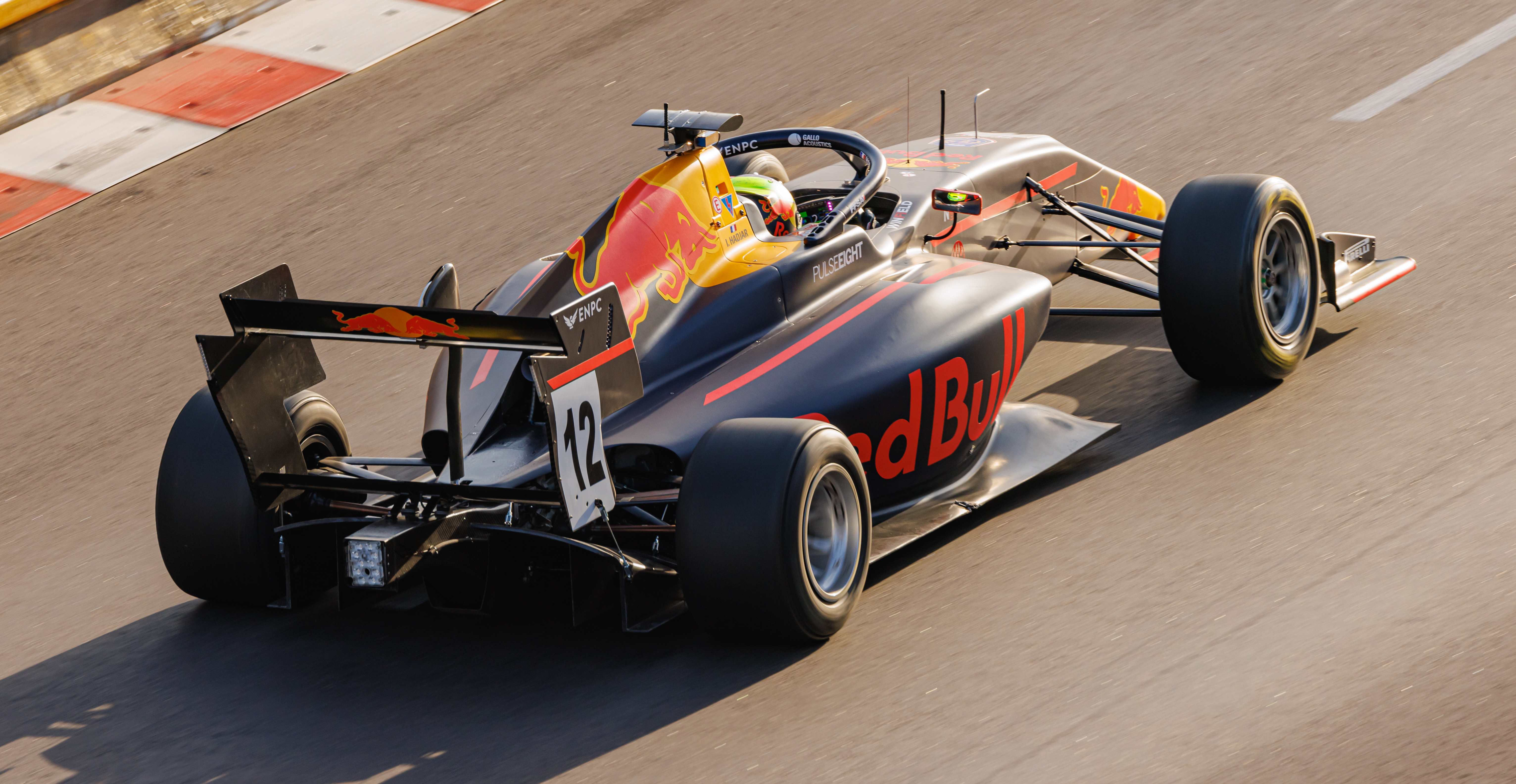
2023 마카오 그랑프리의 하자르

하자르는 2023년 마카오 그랑프리에 하이테크 펄스-에이트와 함께 참가하기 위해 포뮬러 3로 돌아갔다. 그는 예선 레이스에서 4위를 차지한 후 예선 레이스와 메인 레이스에서 각각 9위와 7위를 차지했다.

## 포뮬러 1 경력
2021년 6월 16일, 레드불 레이싱은 하자르가 2022년에 레드불 주니어 팀의 일원이 될 것이라고 발표했다.
하자르는 2023년 멕시코시티 그랑프리에서 스쿠데리아 알파타우리와 함께 의무 신인 드라이버 규정을 충족하기 위해 프리 연습에 데뷔했다. 주말을 앞두고 하자르는 포뮬러 원 차량을 운전해 본 적이 없어 "이해감"을 느꼈다고 인정했다. 그는 세션을 17위로 마쳤다. 이는 참가한 다섯 명의 신인 중 두 번째로 높은 순위이다. 그는 아부다비 연습 기간 동안 레드불을 위해 운전했으며, 다시 17위로 세션을 마쳤다.
2024년 7월, 하자르는 레드불과 함께 영국 그랑프리에서 올해 첫 FP1 세션에 참가하여 19위로 세션을 마무리했다. 그해 말, 하드자르는 아부다비 그랑프리 기간 동안 자유 연습에 참여하여 막스 베르스타펜의 RB20을 운전했다. 그는 세션을 15위로 마쳤다. 하자르는 포스트시즌 아부다비 신인 테스트에서도 RB20을 운전했으며, 미래의 팀 동료인 유키 츠노다보다 빠른 속도로 팀의 크리스찬 호너에게 깊은 인상을 남겼다.
2024년 9월, 하자르는 리암 로슨을 대신해 레드불 레이싱과 RB(이전 명칭: 알파타우리)의 리저브 드라이버로 승격되었고, 로슨은 2024년 미국 그랑프리에서 다니엘 리카르도를 대신했다.

### 레드불 레이싱(2025)
리암 로슨을 레드불 레이싱으로 승격시킨 후, 하자르는 레이싱 불스에서 츠노다 유키와 파트너 관계를 맺고 2025 시즌 포뮬러 원에 데뷔할 예정이다.

## 카트 레이싱 기록

### 카트 경력 요약
| 시즌     | 시리즈                                      | 팀              | 위치  |
| -------- | ------------------------------------------- | --------------- | ----- |
| 2014     | Championnat Regional Île-de-France – Minime |                 | 12th  |
| 2014     | Coupe de France – Minime                    |                 | 16th  |
| 2015     | Trophée Interclub – Cadet                   |                 | 23rd  |
| 2015     | National Series Karting – Cadet             |                 | 24th  |
| 2015     | Coupe de France – Cadet                     |                 | NC    |
| 2015     | Championnat de France – Cadet               |                 | 7th   |
| 2016     | Championnat de France – Cadet               |                 | 20th  |
| 2016     | Coupe de France – Cadet                     |                 | 2nd   |
| 2016     | National Series Karting – Cadet             |                 | 4th   |
| 2016     | Challenge Rotax Max France – Cadet          |                 | 2nd   |
| 2017     | IAME International Open – X30 Junior        |                 | 9th   |
| 2017     | CIK-FIA European Championship – OKJ         | Hadjar, Yassine | NC†   |
| 2017     | Finale Nationale X30 – X30 Junior           |                 | 7th   |
| 2017     | Championnat de France – Junior              | Sens            | 7th   |
| 2017     | IAME International Final – X30 Junior       |                 | NC    |
| 2018     | South Garda Winter Cup – OKJ                |                 | NC    |
| 2018     | WSK Super Master Series – OKJ               | Forza Racing    | 115th |
| 2018     | National Series Karting – Nationale         |                 | 7th   |
| 2018     | CIK-FIA European Championship – OKJ         | Forza Racing    | 16th  |
| 2018     | Coupe de France – Nationale                 | Forza Racing    | 6th   |
| 2018     | CIK-FIA World Championship – OKJ            | Forza Racing    | 22nd  |
| 2018     | IAME International Final – X30 Junior       | Forza Racing    | 23rd  |
| Sources: |                                             |                 |       |

### CIK-FIA 카트 유럽 선수권 대회 전체 결과
(key) (굵은 글씨로 표시된 경주는 극 위치를 나타냅니다) (이탤릭체로 표시된 경주는 가장 빠른 랩을 나타냅니다)
| Year | Team            | Class | 1         | 2         | 3        | 4        | 5         | 6        | 7         | 8       | 9      | 10    | DC   | Points |
| ---- | --------------- | ----- | --------- | --------- | -------- | -------- | --------- | -------- | --------- | ------- | ------ | ----- | ---- | ------ |
| 2017 | Hadjar, Yassine | OKJ   | SAR QH    | SAR R     | CAY QH   | CAY R    | LEM QH 13 | LEM R 7  | ALA QH    | ALA R   | KRI QH | KRI R | NC†  | 0      |
| 2018 | Forza Racing    | OKJ   | SAR QH 53 | SAR R DNQ | PFI QH 8 | PFI R 19 | AMP QH 27 | AMP R 27 | LEM QH 10 | LEM R 7 |        |       | 16th | 13     |

## 레이싱 기록

### 레이싱 경력 요약
| Season | Series                                 | Team                     | Races          | Wins           | Poles          | F/Laps         | Podiums        | Points         | Position       |
| ------ | -------------------------------------- | ------------------------ | -------------- | -------------- | -------------- | -------------- | -------------- | -------------- | -------------- |
| 2018   | Ginetta Junior Winter Championship     | Elite Motorsport         | 3              | 0              | 0              | 0              | 0              | 0              | NC             |
| 2019   | French F4 Championship                 | FFSA Academy             | 20             | 1              | 0              | 1              | 2              | 118            | 7th            |
| 2020   | Formula 4 UAE Championship             | 3Y Technology            | 8              | 0              | 0              | 0              | 0              | 56             | 11th           |
| 2020   | French F4 Championship                 | FFSA Academy             | 21             | 3              | 2              | 6              | 11             | 233            | 3rd            |
| 2021   | Formula Regional European Championship | R-ace GP                 | 20             | 2              | 1              | 3              | 5              | 166            | 5th            |
| 2021   | F3 Asian Championship                  | Evans GP                 | 9              | 0              | 0              | 1              | 5              | 95             | 6th            |
| 2022   | Formula Regional Asian Championship    | Hitech Grand Prix        | 15             | 2              | 1              | 2              | 5              | 134            | 3rd            |
| 2022   | FIA Formula 3 Championship             | Hitech Grand Prix        | 18             | 3              | 1              | 2              | 5              | 123            | 4th            |
| 2023   | FIA Formula 2 Championship             | Hitech Pulse-Eight       | 26             | 0              | 0              | 1              | 1              | 55             | 14th           |
| 2023   | Macau Grand Prix                       | Hitech Pulse-Eight       | 1              | 0              | 0              | 0              | 0              | N/A            | 7th            |
| 2023   | Formula One                            | Scuderia AlphaTauri      | Test driver    | Test driver    | Test driver    | Test driver    | Test driver    | Test driver    | Test driver    |
| 2023   | Formula One                            | Oracle Red Bull Racing   | Test driver    | Test driver    | Test driver    | Test driver    | Test driver    | Test driver    | Test driver    |
| 2024   | FIA Formula 2 Championship             | Campos Racing            | 28             | 4              | 1              | 2              | 8              | 192            | 2nd            |
| 2024   | Formula One                            | Oracle Red Bull Racing   | Reserve driver | Reserve driver | Reserve driver | Reserve driver | Reserve driver | Reserve driver | Reserve driver |
| 2024   | Formula One                            | Visa Cash App RB F1 Team | Reserve driver | Reserve driver | Reserve driver | Reserve driver | Reserve driver | Reserve driver | Reserve driver |
| 2025*  | Formula One                            | Visa Cash App RB F1 Team |                |                |                |                |                |                |                |

* 아직 시즌이 시작되지 않았다.

### 프랑스 F4 챔피언십 전체 결과
(key) (굵은 글씨로 표시된 경주는 극 위치를 나타냅니다) (이탤릭체로 표시된 경주는 가장 빠른 랩을 나타냅니다)
| Year | 1       | 2        | 3         | 4       | 5       | 6         | 7       | 8        | 9       | 10         | 11      | 12       | 13       | 14        | 15      | 16      | 17        | 18       | 19        | 20        | 21       | Pos | Points |
| ---- | ------- | -------- | --------- | ------- | ------- | --------- | ------- | -------- | ------- | ---------- | ------- | -------- | -------- | --------- | ------- | ------- | --------- | -------- | --------- | --------- | -------- | --- | ------ |
| 2019 | NOG 1 8 | NOG 2 10 | NOG 3 16  | PAU 1 4 | PAU 2 6 | PAU 3 DNS | SPA 1   | SPA 2 17 | SPA 3 7 | LÉD 1 7    | LÉD 2 4 | LÉD 3 2  | HUN 1 18 | HUN 2 12  | HUN 3 5 | MAG 1 8 | MAG 2 Ret | MAG 3 5  | LEC 1 Ret | LEC 2 Ret | LEC 3 4  | 7th | 118    |
| 2020 | NOG 1 3 | NOG 2 6  | NOG 3 Ret | MAG 1 3 | MAG 2 9 | MAG 3 2   | ZAN 1 4 | ZAN 2    | ZAN 3 4 | LEC1 1 Ret | LEC1 2  | LEC1 3 2 | SPA 1 3  | SPA 2 Ret | SPA 3 4 | LEC2 1  | LEC2 2 3  | LEC2 3 1 | LEC3 1    | LEC3 2 5  | LEC3 3 6 | 3rd | 233    |

### 포뮬러 4 UAE 챔피언십 전체 결과
(key) (굵은 글씨로 표시된 경주는 극 위치를 나타내고, 이탤릭체로 표시된 경주는 가장 빠른 랩을 나타냅니다)
| Year | Team          | 1      | 2      | 3      | 4      | 5      | 6      | 7      | 8      | 9        | 10         | 11       | 12       | 13     | 14     | 15     | 16     | 17       | 18       | 19       | 20         | DC   | Points |
| ---- | ------------- | ------ | ------ | ------ | ------ | ------ | ------ | ------ | ------ | -------- | ---------- | -------- | -------- | ------ | ------ | ------ | ------ | -------- | -------- | -------- | ---------- | ---- | ------ |
| 2020 | 3Y Technology | DUB1 1 | DUB1 2 | DUB1 3 | DUB1 4 | YMC1 1 | YMC1 2 | YMC1 3 | YMC1 4 | YMC2 1 7 | YMC2 2 Ret | YMC2 3 5 | YMC2 4 5 | DUB2 1 | DUB2 2 | DUB2 3 | DUB2 4 | DUB3 1 5 | DUB3 2 6 | DUB3 3 4 | DUB3 4 Ret | 11th | 56     |

### 포뮬러 지역 아시아 선수권 대회 전체 결과
(key) (굵은 글씨로 표시된 레이스는 폴 포지션을 나타냅니다) (이탤릭체로 표시된 레이스는 상위 10명의 피니셔 중 가장 빠른 랩을 나타냅니다)
| Year | Entrant           | 1       | 2         | 3       | 4       | 5       | 6     | 7        | 8         | 9         | 10    | 11       | 12       | 13      | 14       | 15      | DC  | Points |
| ---- | ----------------- | ------- | --------- | ------- | ------- | ------- | ----- | -------- | --------- | --------- | ----- | -------- | -------- | ------- | -------- | ------- | --- | ------ |
| 2021 | Evans GP          | DUB 1 8 | DUB 2 3   | DUB 3 4 | ABU 1 3 | ABU 2   | ABU 3 | ABU 1 10 | ABU 2 Ret | ABU 3     | DUB 1 | DUB 2    | DUB 3    | ABU 1   | ABU 2    | ABU 3   | 6th | 95     |
| 2022 | Hitech Grand Prix | ABU 1 4 | ABU 2 16† | ABU 3   | DUB 1 8 | DUB 2 3 | DUB 3 | DUB 1 5  | DUB 2 11  | DUB 3 Ret | DUB 1 | DUB 2 11 | DUB 3 10 | ABU 1 4 | ABU 2 25 | ABU 3 1 | 3rd | 134    |

* 시즌이 아직 진행 중이다.

### 완전한 포뮬러 지역 유럽 선수권 대회 결과
(key) (굵은 글씨로 표시된 경주는 극 위치를 나타냅니다) (이탤릭체로 표시된 경주는 가장 빠른 랩을 나타냅니다)
| Year | Team     | 1       | 2        | 3       | 4       | 5     | 6     | 7        | 8       | 9       | 10       | 11      | 12      | 13       | 14      | 15      | 16      | 17       | 18       | 19      | 20      | DC  | Points |
| ---- | -------- | ------- | -------- | ------- | ------- | ----- | ----- | -------- | ------- | ------- | -------- | ------- | ------- | -------- | ------- | ------- | ------- | -------- | -------- | ------- | ------- | --- | ------ |
| 2021 | R-ace GP | IMO 1 7 | IMO 2 12 | CAT 1 7 | CAT 2 3 | MCO 1 | MCO 2 | LEC 1 21 | LEC 2 4 | ZAN 1 6 | ZAN 2 11 | SPA 1 7 | SPA 2 9 | RBR 1 12 | RBR 2 6 | VAL 1 9 | VAL 2 4 | MUG 1 12 | MUG 2 13 | MNZ 1 2 | MNZ 2 1 | 5th | 166    |

### FIA 포뮬러 3 챔피언십 전체 결과
(key) (굵은 글씨로 표시된 경주는 극 위치를 나타내고, 이탤릭체로 표시된 경주는 가장 빠른 랩을 나타냅니다)
| Year | Entrant           | 1         | 2          | 3         | 4         | 5          | 6         | 7         | 8         | 9          | 10        | 11        | 12         | 13        | 14         | 15        | 16        | 17         | 18        | DC  | Points |
| ---- | ----------------- | --------- | ---------- | --------- | --------- | ---------- | --------- | --------- | --------- | ---------- | --------- | --------- | ---------- | --------- | ---------- | --------- | --------- | ---------- | --------- | --- | ------ |
| 2022 | Hitech Grand Prix | BHR SPR 1 | BHR FEA 25 | IMO SPR 5 | IMO FEA 3 | CAT SPR 10 | CAT FEA 3 | SIL SPR 1 | SIL FEA 5 | RBR SPR 10 | RBR FEA 1 | HUN SPR 4 | HUN FEA 18 | SPA SPR 9 | SPA FEA 14 | ZAN SPR 6 | ZAN FEA 5 | MNZ SPR 27 | MNZ FEA 9 | 4th | 123    |

### 마카오 그랑프리 전체 결과
| Year | Team               | Car             | Qualifying | Quali Race | Main race |
| ---- | ------------------ | --------------- | ---------- | ---------- | --------- |
| 2023 | Hitech Pulse-Eight | Dallara F3 2019 | 4th        | 9th        | 7th       |

### FIA 포뮬러 2 챔피언십 전체 결과
(key) (굵은 글씨로 표시된 레이스는 폴 포지션을 나타냅니다) (이탤릭체로 표시된 레이스는 상위 10명의 피니셔 중 가장 빠른 랩을 기록하는 포인트를 나타냅니다)
| Year | Entrant            | 1          | 2           | 3           | 4           | 5         | 6          | 7           | 8         | 9           | 10         | 11         | 12         | 13         | 14         | 15          | 16         | 17        | 18         | 19         | 20          | 21         | 22         | 23         | 24         | 25        | 26        | 27        | 28         | DC   | Points |
| ---- | ------------------ | ---------- | ----------- | ----------- | ----------- | --------- | ---------- | ----------- | --------- | ----------- | ---------- | ---------- | ---------- | ---------- | ---------- | ----------- | ---------- | --------- | ---------- | ---------- | ----------- | ---------- | ---------- | ---------- | ---------- | --------- | --------- | --------- | ---------- | ---- | ------ |
| 2023 | Hitech Pulse-Eight | BHR SPR 20 | BHR SPR 7   | JED SPR 12  | JED FEA 9   | MEL SPR 6 | MEL FEA 15 | BAK SPR 11  | BAK FEA 7 | MCO SPR Ret | MCO FEA 12 | CAT SPR 12 | CAT FEA 20 | RBR SPR 3  | RBR FEA 12 | SIL SPR 5   | SIL FEA 15 | HUN SPR 8 | HUN FEA 5  | SPA SPR 11 | SPA FEA Ret | ZAN SPR 1  | ZAN FEA 6  | MNZ SPR 11 | MNZ FEA 11 | YMC SPR 5 | YMC FEA 8 |           |            | 14th | 55     |
| 2024 | Campos Racing      | BHR SPR 4  | BHR FEA Ret | JED SPR 15† | JED FEA Ret | MEL SPR 6 | MEL FEA 1  | IMO SPR Ret | IMO FEA 1 | MON SPR 8   | MON FEA 2  | CAT SPR 6  | CAT FEA 5  | RBR SPR 13 | RBR FEA 3  | SIL SPR Ret | SIL FEA 1  | HUN SPR 3 | HUN FEA 18 | SPA SPR 9  | SPA FEA 1   | MNZ SPR 10 | MNZ FEA 11 | BAK SPR 12 | BAK FEA 14 | LSL SPR 4 | LSL FEA 2 | YMC SPR 5 | YMC FEA 19 | 2nd  | 192    |

* 시즌이 아직 진행 중이다.

### 포뮬러 원 참가 완료
(key) (굵은 글씨로 표시된 경주는 극 위치를 나타냅니다) (이탤릭체로 표시된 경주는 가장 빠른 랩을 나타냅니다)
| Year | Entrant                            | Chassis               | Engine                  | 1   | 2   | 3   | 4   | 5   | 6   | 7   | 8   | 9   | 10  | 11  | 12     | 13  | 14  | 15  | 16  | 17  | 18  | 19     | 20  | 21  | 22     | 23  | 24     | WDC | Points |
| ---- | ---------------------------------- | --------------------- | ----------------------- | --- | --- | --- | --- | --- | --- | --- | --- | --- | --- | --- | ------ | --- | --- | --- | --- | --- | --- | ------ | --- | --- | ------ | --- | ------ | --- | ------ |
| 2023 | Scuderia AlphaTauri                | AlphaTauri AT04       | Honda RBPTH001 1.6 V6 t | BHR | SAU | AUS | AZE | MIA | MON | ESP | CAN | AUT | GBR | HUN | BEL    | NED | ITA | SIN | JPN | QAT | USA | MXC TD | SAP | LVG |        |     |        | –   | –      |
| 2023 | Oracle Red Bull Racing             | Red Bull RB19         | Honda RBPTH001 1.6 V6 t |     |     |     |     |     |     |     |     |     |     |     |        |     |     |     |     |     |     |        |     |     | ABU TD |     |        | –   | –      |
| 2024 | Oracle Red Bull Racing             | Red Bull RB20         | Honda RBPTH002 1.6 V6 t | BHR | SAU | AUS | JPN | CHN | MIA | EMI | MON | CAN | ESP | AUT | GBR TD | HUN | BEL | NED | ITA | AZE | SIN | USA    | MXC | SAP | LVG    | QAT | ABU TD | –   | –      |
| 2025 | Visa Cash App Racing Bulls F1 Team | Racing Bulls VCARB 02 | Honda RBPTH003 1.6 V6 t | AUS | CHN | JPN | BHR | SAU | MIA | EMI | MON | ESP | CAN | AUT | GBR    | BEL | HUN | NED | ITA | AZE | SIN | USA    | MXC | SAP | LVG    | QAT | ABU    | –   | –      |